# Краснополянское сельское поселение (Крым)
Краснополя́нское се́льское поселе́ние (укр. Краснополянське сільське поселення, крымскотат. Красная Поляна кой юрту, Къызыл Чонърав кой юрту) — муниципальное образование в составе Черноморского района Республики Крым России.

## География
Поселение расположено в центре района, в степном Крыму, на Тарханкутской возвышенности. Граничит на севере с Далёковским, на востоке с Красноярским, на юго-востоке с Новоивановским, на юге с Окунёвским, на западе с Новосельским, на северо-западе с Межводненским и на севере с Кировским сельскими поселениями.
Площадь поселения 117,72 км².
Основная транспортная магистраль: автодорога 35К-013 Черноморское — Евпатория (по украинской классификации — Т-0108).

## Население
1. Н/Д[9]

## Состав сельского поселения
Поселение включает 3 населённых пункта:
| № | Населённый пункт | Тип населённого пункта | Население на 2014 год |
| - | ---------------- | ---------------------- | --------------------- |
| 1 | Красная Поляна   | село, центр            | ↘1048                 |
| 2 | Внуково          | село                   | ↘439                  |
| 3 | Кузнецкое        | село                   | ↘391                  |

## История
В 1973 году в Крымской области УССР в СССР был образован Краснополянский сельский совет выделением населённых пунктов из состава Межводненского совета и на 1977 год уже имел современный состав.
С 12 февраля 1991 года сельсовет в восстановленной Крымской АССР, 26 февраля 1992 года переименованной в Автономную Республику Крым. С 21 марта 2014 года в составе Крыма аннексировано Россией. Законом «Об установлении границ муниципальных образований и статусе муниципальных образований в Республике Крым» от 4 июня 2014 года территория административной единицы была объявлена муниципальным образованием со статусом сельского поселения.